# 列奧尼達斯·卡瓦科斯

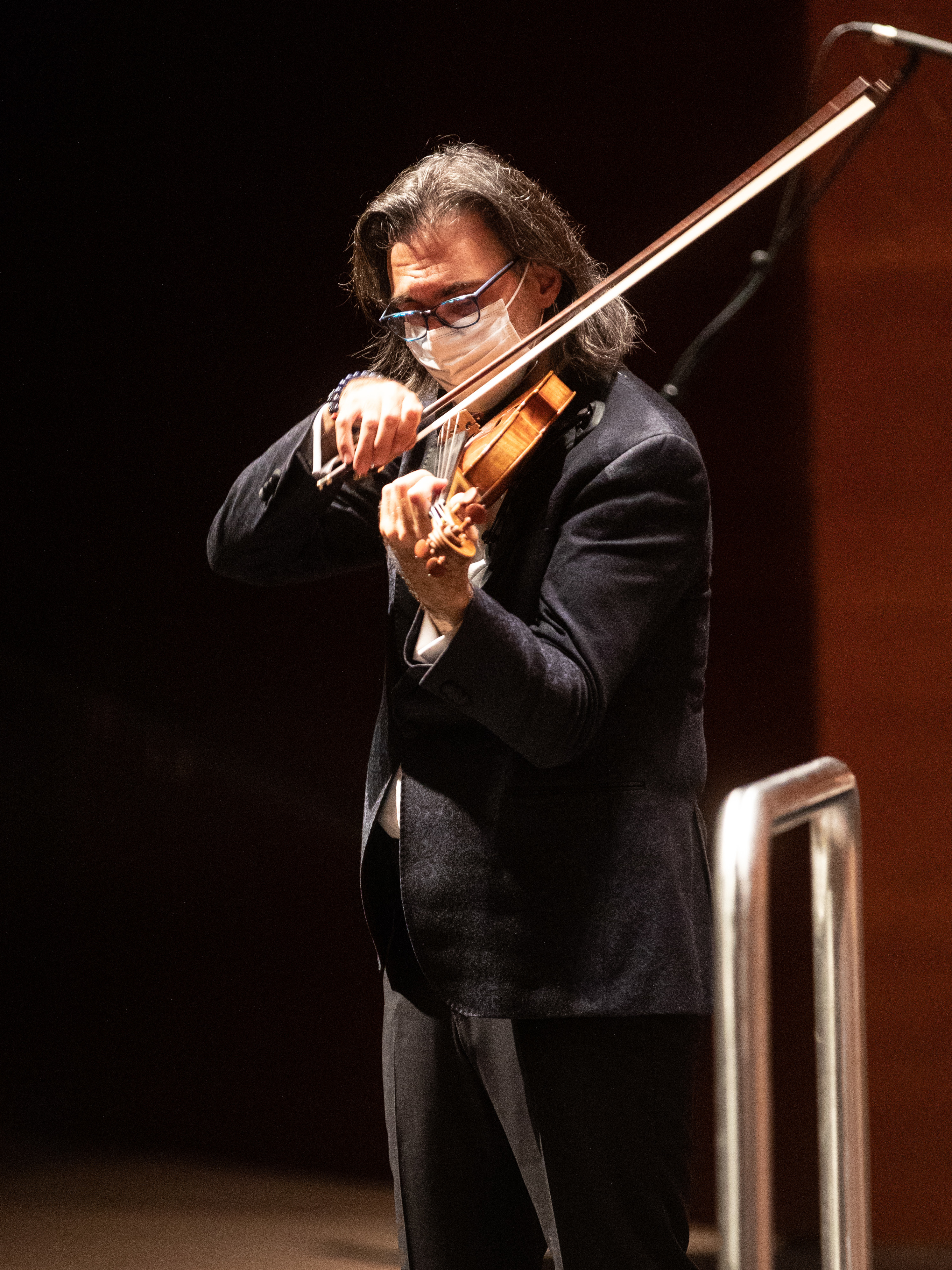
莱昂尼达斯·卡瓦科斯，2021年

列奧尼達斯·卡瓦科斯（希臘語：Λεωνίδας Καβάκος，1967年10月30日—），希臘裔小提琴家及指揮家。

## 生平
列奧尼達斯·卡瓦科斯出生於希臘首都雅典的音樂世家，自五歲開始學習小提琴，隨後進入希臘音樂學院，師從卡凡塔里斯（Stelios Kafantaris）。他得到歐納西斯基金會（Onassis Foundation）獎學金而得以進入印第安納大學由約瑟夫·金戈爾開設的大師班。
他在1984年的雅典藝術節完成首次音樂會演出。1985年，以二十一歲的年齡贏得在赫爾辛基舉辦的西贝柳斯国际小提琴比赛首獎。1986年，拿下印第安那波利斯國際小提琴大賽銀牌。1988年，獲得帕格尼尼小提琴大賽首獎、瑙姆堡國際大賽首獎。
他投入在家鄉雅典的音樂知識傳承事業，主辦了一年一度的雅典小提琴和室內樂大師班，吸引世界各地的小提琴家與室內樂團參與。

## 演出經歷

### 美國
1986年他首次在美國演出，隔年在美國各地舉辦巡迴獨奏會。卡瓦科斯目前每年進行一次北美巡演，並與芝加哥交響樂團、蒙特婁交響樂團等許多主流管絃樂團共同演出，並兼任波士頓交響樂團客席指揮。

### 歐洲
在歐洲，1985年於赫爾辛基獲獎之後，卡瓦科斯名聲鶴起，至今廣泛在歐陸各主要音樂廳表演，建立了指揮家的堅實經歷，與世界級管絃樂團合作，包含柏林愛樂、王家音樂廳管弦樂團、維也納愛樂及布達佩斯節慶管絃樂團。他也活躍於各地的音樂節，如韦尔比耶音乐节、薩爾茨堡音樂節、琉森音樂節、白夜藝術節。1991年，BIS唱片公司取得西貝流士的繼承人授權演奏及錄製初版及終版《d小調小提琴協奏曲》，都由卡瓦科斯演奏、奧斯莫·萬斯凱指揮。此外，他自1992年於倫敦逍遙音樂會演出史特拉汶斯基後，足跡遍及英國，與倫敦交響樂團及其他許多管絃樂團合作。卡瓦科斯現任柏林愛樂樂團的駐團音樂家。

### 亞洲
1988年卡瓦科斯成功地首次在日本演出，包含一場在東京卡薩爾斯音樂廳的獨奏會。他另外隨英國室內樂團作日本巡演，並與東京都交響樂團、新日本愛樂交響樂團演出小提琴協奏曲。
他被《絃樂》雜誌（The Strad Magazine）稱為「小提琴家當中的小提琴家」。
2014年，他受邀於第42屆香港藝術節演出。2016年，他與台北國家交響樂團演出康果爾德的D大調小提琴協奏曲。

## 錄音專輯
贏得西貝流士大賽之後，卡瓦科斯接著於1991年以BIS唱片公司發行的西貝流士1903/04初版及終版《小提琴協奏曲》錄音專輯贏得留聲機年度最佳協奏曲大獎。他也為Delos唱片與Finlandia唱片錄製多種其他作曲家例如德布西、帕格尼尼、舒伯特、柴可夫斯基、維尼亞夫斯基及伊薩伊等的作品。
2006年，他以奧地利薩爾斯堡室內樂團的藝術總監兼指揮、獨奏的身份為索尼BMG錄製了莫札特的五首小提琴協奏曲及一首交響曲。而他作為指揮及獨奏家與薩爾斯堡室內樂團錄製的孟德爾頌《小提琴協奏曲》獲得了2009年回聲音樂獎的「年度錄音-演奏類-十九世紀-小提琴」獎項。此外，Decca、ECM、Sony Classical等唱片公司也有發行其錄音CD。

## 外部連結
- 列奧尼達斯·卡瓦科斯的Discogs页面（英文）